# وییرا ایست (فلوریدا)
وییرا ایست (به انگلیسی: Viera East) یک منطقهٔ مسکونی در ایالات متحده آمریکا است که در شهرستان بروارد، فلوریدا واقع شده‌است. وییرا ایست ۱۳٫۲ کیلومتر مربع مساحت و ۱۰٬۷۵۷ نفر جمعیت دارد و ۷٫۶۲ متر بالاتر از سطح دریا واقع شده‌است.